# Jean Drèze
Jean Drèze (* 1959 in Belgien) ist ein indischer Entwicklungsökonom. Seine Forschung zu Indien beschäftigt sich mit Hunger, Hungersnöten, der Gleichberechtigung von Frauen und Männern, sowie mit Gesundheit und Bildung.
Seine Arbeiten schreibt er häufig gemeinsam mit den Wirtschafts-Nobelpreisträgern Amartya Sen, mit dem er vor allem zu Hungersnöten veröffentlicht hat, dem Preisträger von 2015 Angus Deaton und Nicholas Stern. Derzeit ist er Professor an der Delhi School of Economics und Gastprofessor an der Wirtschaftsfakultät der Ranchi Universität. Er war ein Mitglied des National Advisory Council von Indien.

## Familie und Ausbildung
Jean Drèze stammt aus einer prominenten belgischen Akademikerfamilie. Sein Vater ist der Ökonom Jacques Drèze, Gründer des Center for Operations Research and Econometrics, an der Université catholique de Louvain. Sein Bruder, Xavier Drèze, war ein bekannter und einflussreicher Marketing- und Konsumforscher an der UCLA.
Er studierte in den 1980er Jahren mathematische Volkswirtschaftslehre an der Universität Essex und erhielt sein Doktorat am Indian Statistical Institute in New Delhi.

## Karriere
Drèze unterrichtete in den 1980ern an der London School of Economics – dies war seine einzige volle Stelle – und an der Delhi School of Economics. Er war zudem Gastprofessor am G.B. Pant Social Science Institute in Allahabad. Drèze lebt seit 1979 in Indien und ist seit 2002 indischer Staatsbürger.
In seiner Arbeit verbindet er Methoden der Ökonomie mit Ansätzen die häufig von Ethnologen verwendet werden. Ein Beispiel für letzteres ist seine Arbeit zum Dorf Palanpur in Uttar Pradesh mit Nicholas Stern, Peter Lanjouw und anderen. Zur Zeit der Untersuchung lebte er für eine Zeit im Dorf unter den gleichen Bedingungen wie die lokale Bevölkerung und arbeitete auf dem Feld und hielt Tiere. Veröffentlicht wurde diese Forschung gemeinsam mit Naresh Sharma im Aufsatz Sharecropping in a North Indian Village (Journal of Development Studies Oktober 1996). Die Kombination von Feldforschung und qualitativer Analyse des Alltagslebens und der Armut in Kombination mit quantitativer Analyse zeichnet seinen spezifischen Ansatz in der Entwicklungsökonomie aus.

### Einsatz für soziale Gerechtigkeit
Drèze ist sowohl in Indien als auch international für seinen Einsatz für soziale Gerechtigkeit bekannt. Während seiner Forschung für sein Doktorat entschied er sich bewusst für einen einfachen Lebensstil und behielt diesen danach bei. Während er an der LSE arbeitete, lebte er teils als Obdachloser und trug zu einer Bewegung bei, die dafür sorgte, dass ab 1988 Gebäude von Obdachlosen besetzt wurden. Er schrieb auch ein kurzes Buch über diese Bewegung und sein Leben als Obdachloser in London – No. 1 Clapham Road: the diary of a squat. Während seiner Feldforschung lebt und arbeitet er unter den gleichen Bedingungen, wie die Menschen, die er untersucht. In Delhi hatten er und seine Frau Bela Bhatia ein Einzimmerhaus in einem jhuggi.
Neben seiner akademischen Arbeit setzte er sich unter anderem in sozialen Bewegung wie der Friedensbewegung, der Right to Information Campaign, und für den Right to Information Act in Indien, und die Right to Food campaign in Indien ein.
Während des Irakkriegs von 1990 bis 1991 lebte er in einem Friedenslager an der Grenze zwischen Irak und Kuwait. Sein 1992 erschienener Artikel Hunger and Poverty in Iraq, 1991, war eine der ersten Untersuchungen der irakischen Wirtschaft nach dem Golfkrieg und eine frühe Warnung über die möglichen Folgen der Sanktionen gegen den Irak. Ein weiteres Buch zum Irak – War and Peace in the Gulf – gab er gemeinsam mit Bela Bhatia und Kathy Kelly heraus.

## Veröffentlichungen

### Bücher
- Jean Drèze, Amartya Kumar Sen: Hunger and Public Action. Oxford University Press, 1989.
- als Jean Delarue: No.1 Clapham Road: The diary of a squat. Peaceprint, Pontefract 1991, ISBN 1-871193-04-4.
- Jean Dreze, Amartya Kumar Sen: The Political Economy of Hunger. 3 Bände. Oxford University Press, 1991.
- Ehtisham Ahmad, Jean Dreze, J. Hills, Amartya Kumar Sen: Social Security in Developing Countries. Clarendon Press, Oxford 1991, ISBN 0-19-823300-0.
- Jean Dreze, Amartya Kumar Sen: The political Economy of Hunger: selected essays. Clarendon Press, Oxford 1995.
- Jean Dreze, Amartya Kumar Sen: India: Economic Development and Social Opportunity. Oxford University Press, 1995.
- Jean Dreze, Amartya Kumar Sen: Indian Development: Selected Regional Perspectives. Oxford University Press, New Delhi 1997.
- Jean Dreze, M. Samson, S. Singh: The Dam and the Nation: Displacement and Resettlement in the Narmada Valley. Oxford University Press, Neu-Delhi 1997, ISBN 0-19-564004-7.
- A. De, Jean Dreze: 1999. Public Report on Basic Education in India. The PROBE report. Oxford University Press, Neu-Delhi 1999, ISBN 0-19-564870-6.
- Jean Dreze: The Economics of Famine. International Library of Critical Writings in Economics. London: Edward Elgar Publishing.
- Bela Bhatia, Jean Drèze, Kathy Kelly, Noam Chomsky: War and peace in the Gulf: testimonies of the Gulf Peace Team. Spokesman, Nottingham 2001, ISBN 0-85124-640-0.
- Jean Drèze, Amartya Kumar Sen: India: Development and Participation. Oxford University Press, 2002.
- Jean Drèze, Amartya Kumar Sen: An Uncertain Glory, India and Its Contradictions. Princeton University Press, Princeton, New Jersey, USA 2013, ISBN 978-0-691160795.

### Interviews
- Nehruvian Socialism is a derogatory term. In: Economic Times. 21. Juli 2013.
- The privileged are bullish, not the rickshaw pullers. In: Tehelka. 27. Juli 2013.

### Buchbesprechungen
- Indian Development: Beyond Bootstraps In: The Economist. 29. Juni 2013.
- Ram Guha: The Delhi Dilemma. In: Financial Times. 12. Juli 2013.
- The Buck Stops Here. auf NDTV.